# 了法寺 (山口県田布施町)
了法寺（りょうほうじ）は、山口県熊毛郡田布施町にある浄土真宗本願寺派の寺院。山号は佛照山、本尊は阿弥陀如来である。

## 概要
1657年（明暦3年）、周防国大嶋郡久賀村にあった寺が買い取られ、かつての周防国吉井村、現在の地に建てられた。引寺前の開基、二世は不祥とされるが、三世は了休、四世は了慶である。しかし、防長寺社由来に記された4世の了慶が、周防國風土記では開基と記載されている。久賀村から吉井村に移築したことに因んだ縁起のようである。了慶の俗姓は、橘家の一門、簾坂又三郎重行である。十世・仁諦の時、明治新政府の発した平民苗字必称義務令により、仁諦は了慶の俗姓である簾坂姓を名乗り、簾坂仁諦と届け出た。その後、簾坂仁済、簾坂鐵洲、簾坂蘇法、簾坂妙光、田中法子（旧姓・簾坂法子）ら子孫が、了慶以降のあとを継ぎ、現代まで代を重ねている。
了慶は、1629年（寛永6年）11月、京都の龍谷山本願寺十二世門主・准如上人のもとへ年若くして弟子入りした。そこで周防国波野村から上京していた専福寺の跡取り、後の二世・宗順と知己を得て、修行後、専福寺の修行僧となるべく、周防国へ下向した。
その頃を知る近隣住民の家内の話が周防国風土記に残されている。この古書は、1832年の頃、定められた雛型に沿って村の明細を庄屋が申告し、藩が編纂したものであり、社寺についても記されている。それによると、開基の俗姓は簾坂孫三郎、引寺された年は1703年（元禄16年）とある。また同書に専福寺についての記載もある。専福寺の開基である宗慶の俗名は簾坂何某と記されている。専福寺の修行僧であった了慶と専福寺住職の宗慶の俗姓を取り違えた記載のようである。開基了慶の俗姓である簾坂又三郎を簾坂孫三郎と誤り、了法寺の買い取られた年も50年近く誤って記載されている。伝聞による調査が100年以上の時を経て行われたことによる瑕疵のようである。しかし、了慶と隣村の専福寺開基宗慶や二世宗順との関係を裏付ける史料でもある。専福寺の院主宗慶の下で了慶が過ごしたとされる期間は、寛永年間から明暦3年までの20数年と比定され、この間、了慶は、宗慶、後の二世宗順、後の三世玄知、後の四世賢秀らと共に専福寺の僧房で過ごしている。その後、了慶は、専福寺の宗慶が亡くなった年の1657年（明暦3年）に長門國萩町城下の草刈り重郎エ門の娘、後の妙勝大姉と縁付き、佛照山了法寺を買い取り、相続している。因みに、その翌年の1658年（明暦4年）に専福寺二世の宗順が遷化、1661年（寛文元年）には専福寺三世の玄知、1670年（寛文10年）には専福寺の四世賢秀が遷化している。了慶は1679年（延宝7年）に了法寺の開基として遷化、その後、1667年（寛文7年）に生誕した但髄が二世として寺の跡を継いでいる。
江戸時代における了法寺と専福寺の関係は、了法寺の開基である了慶が専福寺の修行僧であったこと、また宗慶遷化の前年に了法寺が大嶋郡から専福寺に近い隣村の吉井村へ買い取られ相続されたこと、さらには了法寺六世湛水の代に専福寺六世宗碵の娘オウタが湛水のもとへ嫁いだことなど、両寺の関係は密なものであり、また縁続きであった。

## 歴代住職
- 開基 - 了慶（1679年7月6日死去）
- 第二代 - 但瑞（1730年1月5日死去）
- 第三代 - 了瑞（1753年11月18日死去）
- 第四代 - 智見（1781年5月21日死去）
- 第五代 - 等観（1794年7月7日死去）
- 第六代 - 湛水（1800年7月20日死去）
- 第七代 - 大音（1807年7月24日死去）
- 第八代 - 玄道（1843年11月16日死去）
- 第九代 - 霊瑞（1858年7月6日死去）
- 第十代 - 仁諦（1918年11月13日死去）
- 第十一代 - 仁済（1935年5月16日死去）
- 第十二代 - 鐵洲（1977年9月3日死去）
- 第十三代 - 蘇法（1982年1月4日死去）
- 第十四代 - 法子（2005年2月 - ）